# Gastón Faber
Gastón Faber Chevalier (Montevideo, 21 aprile 1996) è un calciatore uruguaiano, centrocampista dello Sportivo Bella Italia.

## Carriera
All'età di 17 anni, ha esordito nella Primera División Profesional de Uruguay, contribuendo alla vittoria del titolo sudamericano giocando in totale 24 presenze e un gol con la casacca del Danubio, nello stesso anno ha partecipato al Mondiale Under-17 giocando tutte le partite, nell'anno seguente fece il suo esordio con la Under-20 celeste con cui nel 2015 conquista la medaglia di bronzo nel campionato sudamericano, segnando un gol al Cile. Sempre nel 2015 ha vinto la medaglia d'oro ai Giochi panamericani disputati a Toronto ed è stato inserito nella formazione ideale del torneo.
Il 7 gennaio 2017 firma un contratto con il Foggia, con cui conquista la Serie B il 23 aprile 2017.

## Palmarès

### Club

#### Competizioni nazionali
- Lega Pro: 1

Foggia: 2016-2017 (Girone C)
- Supercoppa di Lega Pro: 1

Foggia: 2017